# Beshtau
Beshtau (en ruso: Бештау, del turco beş 'cinco' y tau 'montaña') es una montaña ígnea aislada de cinco picos (volcán) cerca de Pyatigorsk (del término ruso Pyatigorye que significa área de cinco montañas') en el norte del Cáucaso.

## Descripción
Su altura es de 1402 m. Las laderas están cubiertas de bosques de fresnos, robles, carpes y hayas, mientras que la cima no tiene árboles. En Beshtau solían existir minas de uranio, las cuales fueron cerradas en 1975.
Es considerado un monumento natural complejo regional (paisaje) según la Resolución de la Mesa del Comité Regional de Stavropol del PCUS y del Comité Ejecutivo del Consejo Regional de Diputados de los Trabajadores del 15 de septiembre de 1961, No. 676 "Medidas para proteger la naturaleza en la región".
Se puede llegar a cualquiera de los picos únicamente caminando, pero en 1927 se construyó una carretera de circunvalación con accesos desde Piatigorsk, Zheleznovodsk, Lermontov y el pueblo de Inozemtsevo alrededor de toda la montaña. La construcción de la carretera se describe en una inscripción conmemorativa tallada en una piedra a medio camino entre los accesos de Pyatigorsk e Inozemtsevo. En 2002, se esculpieron a lo largo del camino citas de la Biblia y escritos de los padres de la iglesia, así como de los habitantes del Segundo Monasterio de la Asunción Athos Beshtaugorsky y una imagen de una cruz.

## Galería

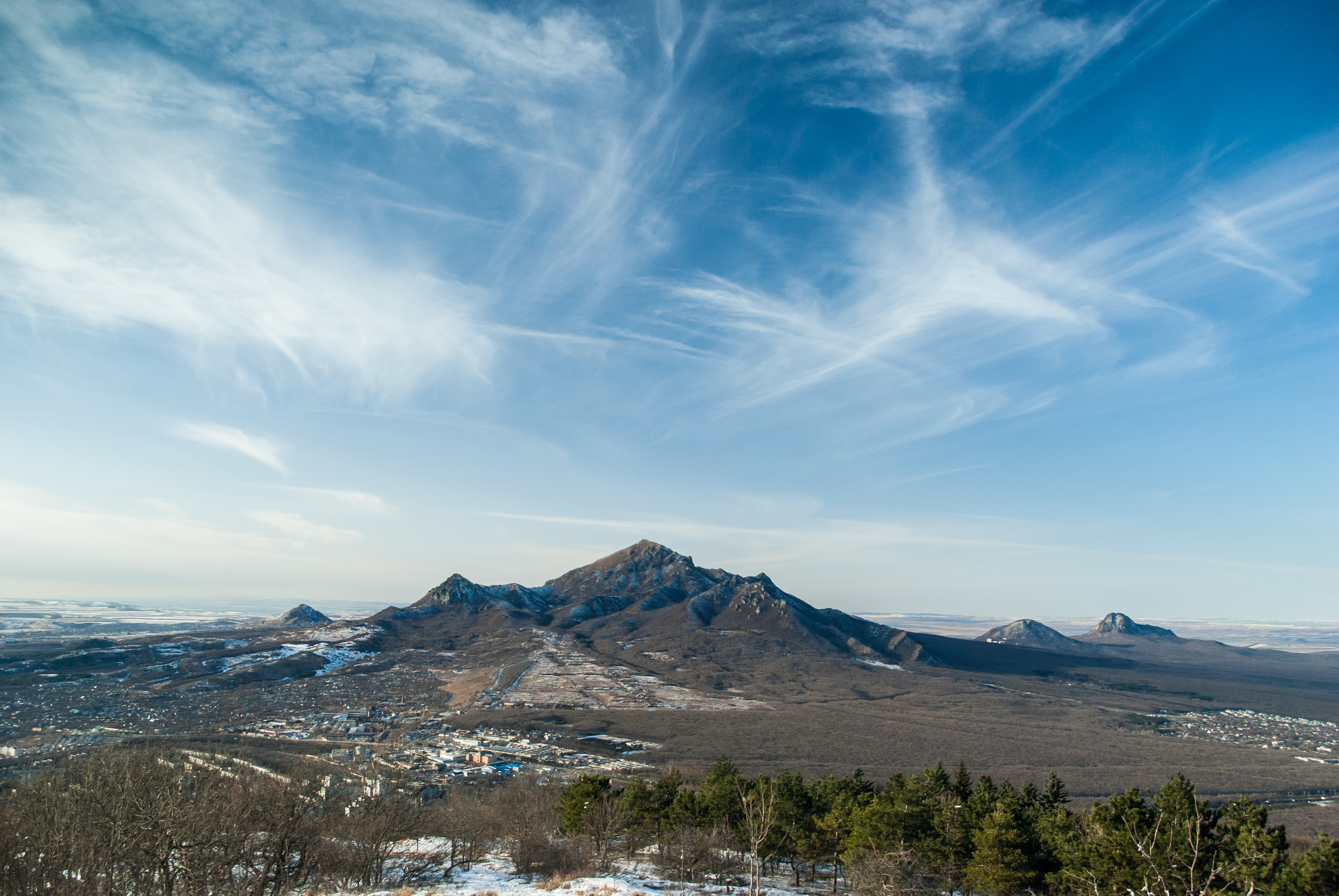
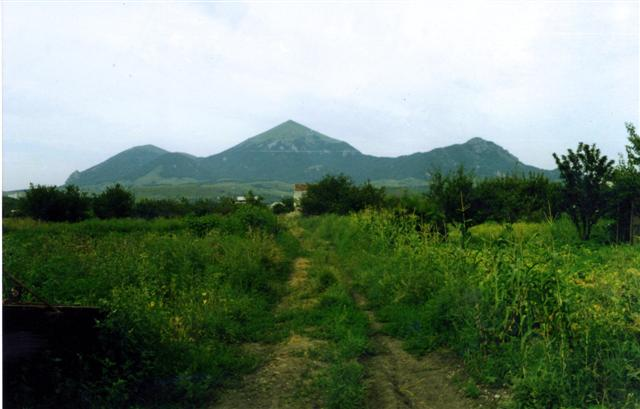
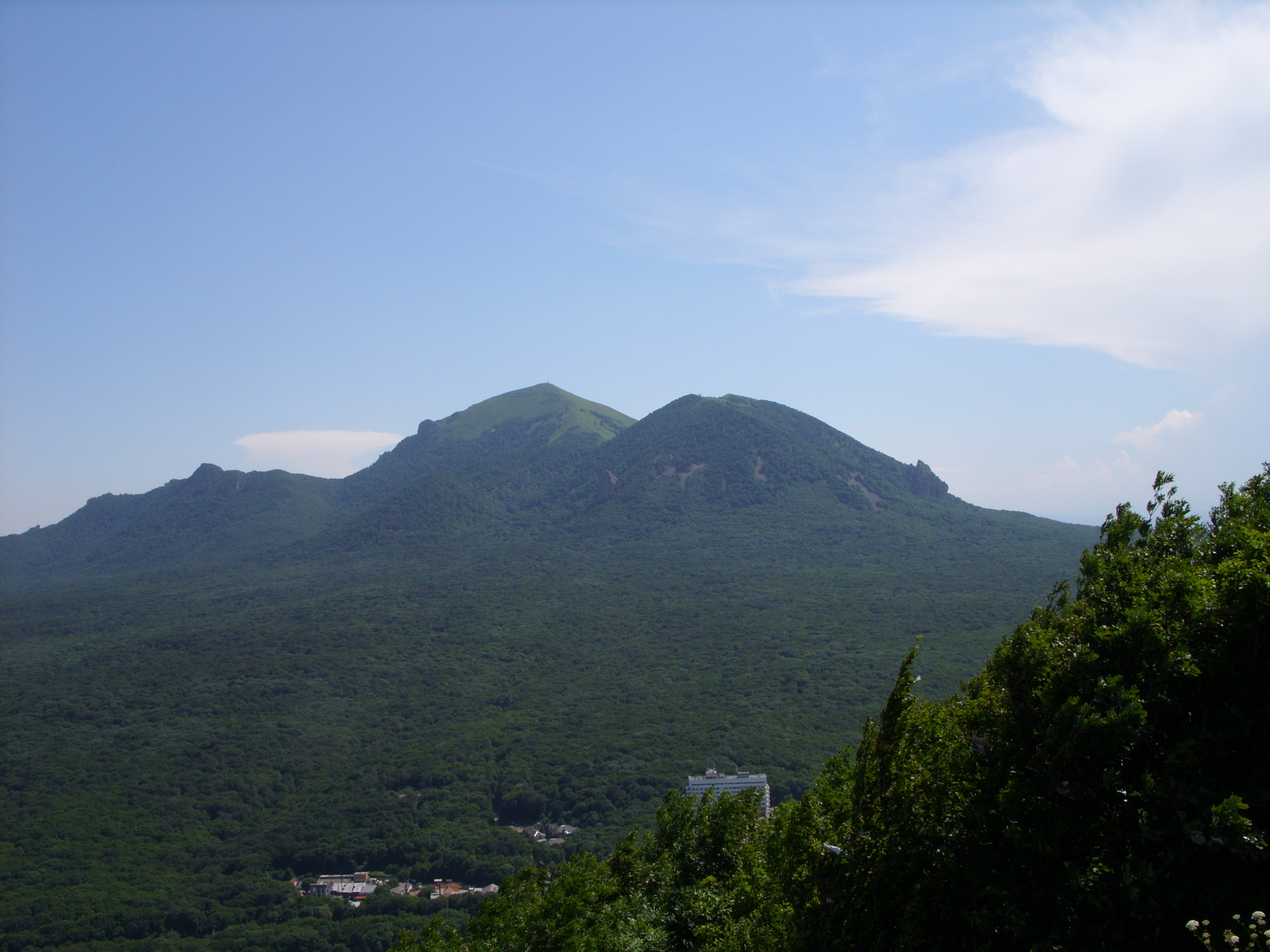
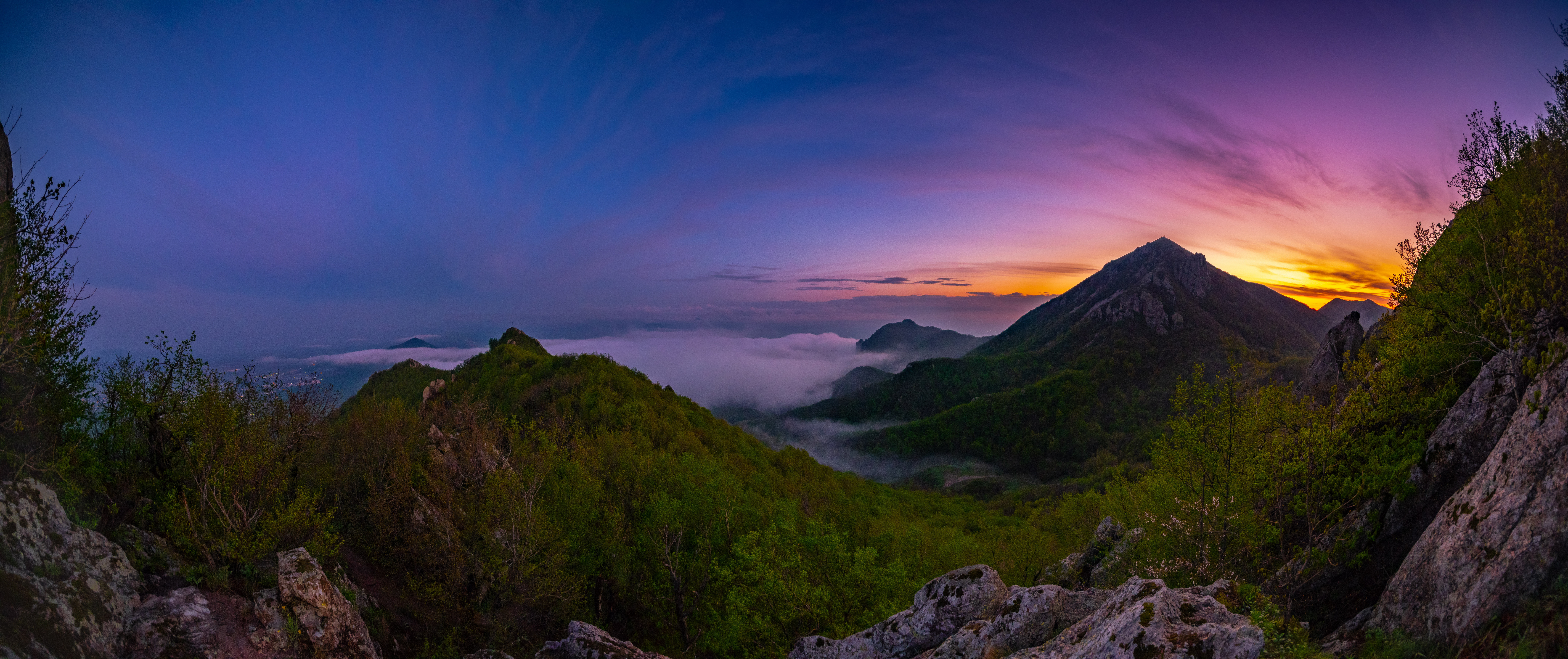